# Европско првенство у уметничком клизању
Европско првенство у уметничком клизању је годишње такмичење у коме се клизачи такмиче за титулу европског првака. Првенство организује Међународна клизачка организација (ISU) и оно је једно од четири велика годишња такмичења које ISU организује (ту су такође и Светско првенство у уметничком клизању, такмичење Четири континента и Светско јуниорско првенство у уметничком клизању).
Клизачи се такмиче у четири категорије, мушкарци и жене појединачно као и спортски и плесни парови. Такмичење се обично одржава у јануару (али то није правило). Европско првенство 2006. одржавано је у Лиону, Француска (од 17. до 22. јануара) и тада је Русија задржала доминацију у овом спорту освојивши златну медаљу у све четири категорије и то 6 година заредом (1997, 1998, 1999, 2003, 2005, и 2006). Следеће године (2007) Русија није освојила ниједно злато због повлачења фаворита после Олимпијских игара.
На првом Европском првенству у Хамбургу 1891. такмичили су се само мушкарци појединачно, док су жене и парови укључени 1930. у Бечу. Плесни парови представљени су на Европском првенству у Болцану 1954.
Занимљиво је и да су до 1948. и клизачи из неевропских земаља могли да учествују у такмичењу. Од тог датума, после победа канадске клизачице Барбаре Ен Скот и Американца Дика Батона, клизачима из неевропских земаља није више допуштено да се такмиче. Првенство четири континента основано је 1999. године и на њему се такмиче клизачи са осталих континената.

## Квалификације
Први предуслов је да клизачи морају представљати земље са европског континента. У једној дисциплини могу се такмичити највише три клизача из једне државе. Држава добија право да пошаље више клизача на такмичење ако се клизач квалификује на закмичење. Квалификациони поени се не преносе у следећу годину, тако да се квалификације обнављају сваке године.
Своје представнике на првенству државе углавном одређују на основу резултата националних такмичења.
Да би учествовали на првенству клизачи морају бити старији од 15 година.

## Освајачи медаља

### Мушкарци
| Мушкарци, појединачно | Мушкарци, појединачно                  | Мушкарци, појединачно                  | Мушкарци, појединачно                  | Мушкарци, појединачно                  | Мушкарци, појединачно |
| --------------------- | -------------------------------------- | -------------------------------------- | -------------------------------------- | -------------------------------------- | --------------------- |
| Година                | Локација                               | Злато                                  | Сребро                                 | Бронза                                 |                       |
| 1891                  | Хамбург, Немачка                       | Оскар Улиг                             | А. Шмитсон                             | Франц Цили                             |                       |
| 1892                  | Беч, Аустрија                          | Едуард Енгелман                        | Тибор фон Фелдвари                     | Георг Захаријадес                      |                       |
| 1893                  | Берлин, Немачка                        | Едуард Енгелман                        | Хенинг Гренандер                       | Георг Захаријадес                      |                       |
| 1894                  | Беч, Аустрија                          | Едуард Енгелман                        | Густав Хигел                           | Тибор фон Фелдвари                     |                       |
| 1895                  | Будимпешта, Мађарска                   | Тибор фон Фелдвари                     | Густав Хигел                           | Гилберт Фухс                           |                       |
| 1896-1897             | Такмичење се није одржало.             | Такмичење се није одржало.             | Такмичење се није одржало.             | Такмичење се није одржало.             |                       |
| 1898                  | Трондхејм, Норвешка                    | Улрих Салков                           | Јохан Лефстад                          | Оскар Холте                            |                       |
| 1899                  | Давос, Швајцарска                      | Улрих Салков                           | Густав Хигел                           | Ернст Фелнер                           |                       |
| 1900                  | Берлин, Немачка                        | Улрих Салков                           | Густав Хигел                           | Оскар Холте                            |                       |
| 1901                  | Беч, Аустрија                          | Густав Хигел                           | Гилберт Фухс                           | Улрих Салков                           |                       |
| 1902-1903             | Отказано услед недостатка леда.        | Отказано услед недостатка леда.        | Отказано услед недостатка леда.        | Отказано услед недостатка леда.        |                       |
| 1904                  | Давос, Швајцарска                      | Улрих Салков                           | Макс Бохач                             | Николај Панин                          |                       |
| 1905                  | Бон, Немачка                           | Макс Бохач                             | Хајнрих Бургер                         | Карл Ценгер                            |                       |
| 1906                  | Давос, Швајцарска                      | Улрих Салков                           | Ернст Херц                             | Пер Торен                              |                       |
| 1907                  | Берлин, Немачка                        | Улрих Салков                           | Гилберт Фухс                           | Ернст Херц                             |                       |
| 1908                  | Варшава, Русија                        | Ернст Херц                             | Николај Панин                          | Хенрик Пшеджимирски                    |                       |
| 1909                  | Будимпешта, Мађарска                   | Улрих Салков                           | Гилберт Фухс                           | Пер Торен                              |                       |
| 1910                  | Берлин, Немачка                        | Улрих Салков                           | Вернер Ритбергер                       | Пер Торен                              |                       |
| 1911                  | Санкт Петербург, Русија                | Пер Торен                              | Карл Олов                              | Вернер Ритбергер                       |                       |
| 1912                  | Стокхолм, Шведска                      | Деста Сандал                           | Иван Малинин                           | Мартин Стиксруд                        |                       |
| 1913                  | Осло, Норвешка                         | Улрих Салков                           | Андор Шенде                            | Вили Бекл                              |                       |
| 1914                  | Беч, Аустрија                          | Фриц Кахлер                            | Андреас Крог                           | Вили Бекл                              |                       |
| 1915-1921             | Није одржано због Првог светског рата  | Није одржано због Првог светског рата  | Није одржано због Првог светског рата  | Није одржано због Првог светског рата  |                       |
| 1922                  | Давос, Швајцарска                      | Вили Бекл                              | Фриц Кахлер                            | Ернст Опахер                           |                       |
| 1923                  | Осло, Норвешка                         | Вили Бекл                              | Мартин Стиксруд                        | Гунар Јакобсон                         |                       |
| 1924                  | Давос, Швајцарска                      | Фриц Кахлер                            | Лудвиг Вреде                           | Вернер Ритбергер                       |                       |
| 1925                  | Триберг, Немачка                       | Вили Бекл                              | Вернер Ритбергер                       | Ото Прајсекер                          |                       |
| 1926                  | Давос, Швајцарска                      | Вили Бекл                              | Ото Прајсекер                          | Георг Гаучи                            |                       |
| 1927                  | Беч, Аустрија                          | Вили Бекл                              | Хуго Дистлер                           | Карл Шефер                             |                       |
| 1928                  | Тропау, Чехословачка                   | Вили Бекл                              | Карл Шефер                             | Ото Прајсекер                          |                       |
| 1929                  | Давос, Швајцарска                      | Карл Шефер                             | Георг Гаучи                            | Лудвиг Вреде                           |                       |
| 1930                  | Беч, Аустрија                          | Карл Шефер                             | Ото Голд                               | Маркус Никанен                         |                       |
| 1931                  | Санкт Мориц, Швајцарска                | Карл Шефер                             | Ернст Бајер                            | Хуго Дистлер                           |                       |
| 1932                  | Париз, Француска                       | Карл Шефер                             | Ернст Бајер                            | Ерих Ердес                             |                       |
| 1933                  | Лондон, Уједињено Краљевство           | Карл Шефер                             | Ернст Бајер                            | Ерих Ердеш                             |                       |
| 1934                  | Праг, Чехословачка                     | Карл Шефер                             | Денеш Потоки                           | Елемер Тертак                          |                       |
| 1935                  | Санкт Мориц, Швајцарска                | Карл Шефер                             | Феликс Кашпар                          | Ернст Бајер                            |                       |
| 1936                  | Берлин, Немачка                        | Карл Шефер                             | Грејам Шарп                            | Ернст Бајер                            |                       |
| 1937                  | Праг, Чехословачка                     | Феликс Кашпар                          | Грејам Шарп                            | Елемер Тертак                          |                       |
| 1938                  | Санкт Мориц, Швајцарска                | Феликс Кашпар                          | Грејам Шарп                            | Херберт Алвард                         |                       |
| 1939                  | Лондон, Велика Британија               | Грејам Шарп                            | Фредерик Томлинс                       | Хорст Фабер                            |                       |
| 1940-1946             | Није одржано због Другог светског рата | Није одржано због Другог светског рата | Није одржано због Другог светског рата | Није одржано због Другог светског рата |                       |
| 1947                  | Давос, Швајцарска                      | Ханс Гершвилер                         | Владислав Чап                          | Фернанд Леманс                         |                       |
| 1948                  | Праг, Чехословачка                     | Ричард Батон                           | Ханс Гершвилер                         | Еди Рада                               |                       |
| 1949                  | Милано, Италија                        | Еди Рада                               | Еде Кираљ                              | Хелмут Зајпт                           |                       |
| 1950                  | Осло, Норвешка                         | Еде Кираљ                              | Хелмут Зајпт                           | Карло Фаси                             |                       |
| 1951                  | Цирих, Швајцарска                      | Хелмут Зајпт                           | Хорст Фабер                            | Карло Фаси                             |                       |
| 1952                  | Беч, Аустрија                          | Хелмут Зајпт                           | Карло Фаси                             | Мајкл Карингтон                        |                       |
| 1953                  | Дортмунд, Западна Немачка              | Карло Фаси                             | Ален Жилети                            | Фрајмут Штајн                          |                       |
| 1954                  | Болцано, Италија                       | Карло Фаси                             | Ален Жилети                            | Карол Дивин                            |                       |
| 1955                  | Будимпешта, Мађарска                   | Ален Жилети                            | Мајкл Букер                            | Карол Дивин                            |                       |
| 1956                  | Париз, Француска                       | Ален Жилети                            | Мајкл Букер                            | Карол Дивин                            |                       |
| 1957                  | Беч, Аустрија                          | Ален Жилети                            | Карол Дивин                            | Мајкл Букер                            |                       |
| 1958                  | Братислава, Чехословачка               | Карол Дивин                            | Ален Жилети                            | Ален Калма                             |                       |
| 1959                  | Давос, Швајцарска                      | Карол Дивин                            | Ален Жилети                            | Норберт фелсингер                      |                       |
| 1960                  | Гармиш-Партенкирхен, Западна Немачка   | Ален Жилети                            | Норбер Фелсингер                       | Манфред Шнелдорфер                     |                       |
| 1961                  | Берлин, Источна Немачка                | Ален Жилети                            | Ален Калма                             | Манфред Шнелдорфер                     |                       |
| 1962                  | Женева, Швајцарска                     | Ален Калма                             | Карол Дивин                            | Манфред Шнелдорфер                     |                       |
| 1963                  | Будимпешта, Мађарска                   | Ален Калма                             | Манфред Шнелдорфер                     | Емерих Данцер                          |                       |
| 1964                  | Гренобл, Француска                     | Ален Калма                             | Манфред Шнелдорфер                     | Карол Дивин                            |                       |
| 1965                  | Москва, Совјетски Савез                | Емерих Данцер                          | Ален Калма                             | Петер Јонас                            |                       |
| 1966                  | Братислава, Чехословачка               | Емерих Данцер                          | Волфганг Шварц                         | Ондреј Непела                          |                       |
| 1967                  | Љубљана, Југославија                   | Емерих Данцер                          | Волфганг Шварц                         | Ондреј Непела                          |                       |
| 1968                  | Вестерос, Шведска                      | Емерих Данцер                          | Волфганг Шварц                         | Ондреј Непела                          |                       |
| 1969                  | Гармиш-Партенкирхен, Западна Немачка   | Ондреј Непела                          | Патрик Пера                            | Сергеј Четверукин                      |                       |
| 1970                  | Лењинград, Совјетски Савез             | Ондреј Непела                          | Патрик Пера                            | Гинтер Целер                           |                       |
| 1971                  | Цирих, Швајцарска                      | Ондреј Непела                          | Сергеј Четверукин                      | Хејг Унџијан                           |                       |
| 1972                  | Гетеборг, Шведска                      | Ондреј Непела                          | Сергеј Четверукин                      | Патрик Пера                            |                       |
| 1973                  | Келн, Западна Немачка                  | Ондреј Непела                          | Сергеј Четверукин                      | Јан Хофман                             |                       |
| 1974                  | Загреб, Југославија                    | Јан Хофман                             | Сергеј Волков                          | Џон Кари                               |                       |
| 1975                  | Копенхаген, Данска                     | Владимир Ковалев                       | Џон Кари                               | Јуриј Овчињиков                        |                       |
| 1976                  | Женева, Швајцарска                     | Џон Кари                               | Владимир Ковалев                       | Јан Хофман                             |                       |
| 1977                  | Хелсинки, Финска                       | Јан Хофман                             | Владимир Ковалев                       | Робин Казинс                           |                       |
| 1978                  | Стразбур, Француска                    | Јан Хофман                             | Владимир Ковалев                       | Робин Казинс                           |                       |
| 1979                  | Загреб, Југославија                    | Јан Хофман                             | Владимир Ковалев                       | Робин Казинс                           |                       |
| 1980                  | Гетеборг, Шведска                      | Робин Казинс                           | Јан Хофман                             | Владимир Ковалев                       |                       |
| 1981                  | Инзбрук, Аустрија                      | Игор Бобрин                            | Жан-Кристоф Симон                      | Норберт Шрам                           |                       |
| 1982                  | Лион, Француска                        | Норберт Шрам                           | Жан-Кристоф Симон                      | Игор Бобрин                            |                       |
| 1983                  | Дортмунд, Западна Немачка              | Норберт Шрам                           | Јозеф Сабовчик                         | Александар Фадејев                     |                       |
| 1984                  | Будимпешта, Мађарска                   | Александар Фадејев                     | Руди Церне                             | Норберт Шрам                           |                       |
| 1985                  | Гетеборг, Шведска                      | ‎ Јозеф Сабовчик                        | Владимир Котин                         | Гжегож Филиповски                      |                       |
| 1986                  | Копенхаген, Данска                     | ‎ Јозеф Сабовчик                        | Владимир Котин                         | Александар Фадејев                     |                       |
| 1987                  | Сарајево, Југославија                  | Александар Фадејев                     | Владимир Котин                         | Виктор Петренко                        |                       |
| 1988                  | ‎ Праг, Чехословачка                    | Александар Фадејев                     | Владимир Котин                         | Виктор Петренко                        |                       |
| 1989                  | Бирмингем, Велика Британија            | Александар Фадејев                     | Гжегож Филиповски                      | Петр Барна                             |                       |
| 1990                  | Лењинград, СССР                        | Виктор Петренко                        | Петр Барна                             | Вјачеслав Загородњук                   |                       |
| 1991                  | Софија, Бугарска                       | Виктор Петренко                        | ‎ Петр Барна                            | Вјачеслав Загородњук                   |                       |
| 1992                  | Лозана, Швајцарска                     | ‎ Петр Барна                            | Виктор Петренко                        | Алексеј Урманов                        |                       |
| 1993                  | Хелсинки, Финска                       | Дмитриј Дмитренко                      | Филип Канделоро                        | Ерик Мијо                              |                       |
| 1994                  | Копенхаген, Данска                     | Виктор Петренко                        | Вјачеслав Загородњук                   | Алексеј Урманов                        |                       |
| 1995                  | Дортмунд, Немачка                      | Иља Кулик                              | Алексеј Урманов                        | Вјачеслав Загородњук                   |                       |
| 1996                  | Софија, Бугарска                       | Вјачеслав Загородњук                   | Игор Пашкевич                          | Иља Кулик                              |                       |
| 1997                  | Париз, Француска                       | Алексеј Урманов                        | Филип Канделоро                        | Вјачеслав Загородњук                   |                       |
| 1998                  | Милано, Италија                        | Алексеј Јагудин                        | Јевгениј Плушенко                      | Александар Абт                         |                       |
| 1999                  | ‎ Праг, Чешка                           | Алексеј Јагудин                        | Јевгениј Плушенко                      | Алексеј Урманов                        |                       |
| 2000                  | Беч, Аустрија                          | Јевгениј Плушенко                      | Алексеј Јагудин                        | Дмитриј Дмитренко                      |                       |
| 2001                  | Братислава, Словачка                   | Јевгениј Плушенко                      | Алексеј Јагудин                        | Станик Жанет                           | [ 1 ]                 |
| 2002                  | Лозана, Швајцарска                     | Алексеј Јагудин                        | Александар Абт                         | Бриан Жубер                            | [ 2 ]                 |
| 2003                  | Малме, Шведска                         | Јевгениј Плушенко                      | Бриан Жубер                            | Станик Жанет                           | [ 3 ]                 |
| 2004                  | Будимпешта, Мађарска                   | Бриан Жубер                            | Јевгениј Плушенко                      | Иља Климкин                            | [ 4 ]                 |
| 2005                  | Торино, Италија                        | Јевгениј Плушенко                      | Бриан Жубер                            | Стефан Линдеман                        | [ 5 ]                 |
| 2006                  | Лион, Француска                        | Јевгениј Плушенко                      | Стефан Ламбијел                        | Бриан Жубер                            | [ 6 ]                 |
| 2007                  | Варшава, Пољска                        | Бриан Жубер                            | Томаш Вернер                           | Кевин Ван Дер Перен                    | [ 7 ]                 |
| 2008                  | Загреб, Хрватска                       | Томаш Вернер                           | Стефан Ламбијел                        | Бриан Жубер                            | [ 8 ]                 |
| 2009                  | Хелсинки, Финска                       | Бриан Жубер                            | Самуел Контести                        | Кевин ван дер Перен                    | [ 9 ]                 |
| 2010                  | Талин, Естонија                        | Јевгениј Плушенко                      | Стефан Ламбијел                        | Бриан Жубер                            | [ 10 ]                |
| 2011                  | Берн, Швајцарска                       | Флоран Амодио                          | Бриан Жубер                            | Томаш Вернер                           | [ 11 ]                |
| 2012                  | Шефилд, Уједињено Краљевство           | Јевгениј Плушенко                      | Артур Гачинскиј                        | Флоран Амодио                          | [ 12 ]                |
| 2013                  | Загреб, Хрватска                       | Хавијер Фернандез                      | Флоран Амодио                          | Микал Брезина                          | [ 13 ]                |
| 2014                  | Будимпешта, Мађарска                   | Хавијер Фернандез                      | Сергеј Воронов                         | Константин Меншов                      | [ 14 ]                |
| 2015                  | Стокхолм, Шведска                      | Хавијер Фернандез                      | Максим Ковтун                          | Сергеј Воронов                         | [ 15 ]                |
| 2016                  | Братислава, Словачка                   | Хавијер Фернандез                      | Олекси Бајченко                        | Максим Ковтун                          | [ 16 ]                |
| 2017                  | Острава, Чешка                         | Хавијер Фернандез                      | Максим Ковтун                          | Михаил Кољада                          | [ 17 ]                |
| 2018                  | Москва, Русија                         |                                        |                                        |                                        |                       |
| 2019                  | Минск, Белорусија                      |                                        |                                        |                                        |                       |

### Жене
| Жене, појединачно | Жене, појединачно                      | Жене, појединачно                      | Жене, појединачно                      | Жене, појединачно                      |        |
| ----------------- | -------------------------------------- | -------------------------------------- | -------------------------------------- | -------------------------------------- | ------ |
| Година            | Локација                               | Злато                                  | Сребро                                 | Бронза                                 |        |
| 1930              | Беч, Аустрија                          | Фрици Бургер                           | Илсе Хорнунг                           | Виви Ане Хултен                        |        |
| 1931              | Санкт Мориц, Швајцарска                | Соња Хени                              | Фрици Бургер                           | Хилде Холовски                         |        |
| 1932              | Париз, Француска                       | Соња Хени                              | Фрици Бургер                           | Виви Ане Хултен                        |        |
| 1933              | Лондон, Велика Британија               | Соња Хени                              | Сисилија Колеџ                         | Фрици Бургер                           |        |
| 1934              | Праг, Чехословачка                     | Соња Хени                              | Лизелоте Ландбек                       | Марибел Винсон                         |        |
| 1935              | Санкт Мориц, Швајцарска                | Соња Хени                              | Лизелоте Ландбек                       | Сисилија Колеџ                         |        |
| 1936              | Берлин, Немачка                        | Соња Хени                              | Сисилија Колеџ                         | Меган Тејлор                           |        |
| 1937              | Праг, Чехословачка                     | Сисилија Колеџ                         | Меган Тејлор                           | Еми Пуцингер                           |        |
| 1938              | Санкт Мориц, Швајцарска                | Сисилија Колеџ                         | Меган Тејлор                           | Еми Пуцингер                           |        |
| 1939              | Лондон, Велика Британија               | Сисилија Колеџ                         | Меган Тејлор                           | Дафни Вокер                            |        |
| 1940-1946         | Није одржано због Другог светског рата | Није одржано због Другог светског рата | Није одржано због Другог светског рата | Није одржано због Другог светског рата |        |
| 1947              | Давос, Швајцарска                      | Барбара Ен Скот                        | Гречен Мерил                           | Дафни Вокер                            |        |
| 1948              | Праг, Чехословачка                     | Барбара Ен Скот                        | Ева Павлик                             | Алена Врзанова                         |        |
| 1949              | Милано, Италија                        | Ева Павлик                             | Алена Врзанова                         | Џанет Алтвег                           |        |
| 1950              | Осло, Норвешка                         | Алена Врзанова                         | Жаклин ди Бјеф                         | Џанет Алтвег                           |        |
| 1951              | Цирих, Швајцарска                      | Џанет Алтвег                           | Жаклин ди Бјеф                         | Барбара Вајат                          |        |
| 1952              | Беч, Аустрија                          | Џанет Алтвег                           | Жаклин ди Бјеф                         | Барбара Вајат                          |        |
| 1953              | Дортмунд, Западна Немачка              | Волда Озборн                           | Гунди Буш                              | Ерика Бачелор                          |        |
| 1954              | Болцано, Италија                       | Гунди Буш                              | Ерика Бачелор                          | Ивон Сугден                            |        |
| 1955              | Будимпешта, Мађарска                   | Хана Ајгел                             | Ивон Сугден                            | Ерица Бачелор                          |        |
| 1956              | Париз, Француска                       | Ингрид Вендл                           | Ивон Сугден                            | Ерика Бачелор                          |        |
| 1957              | Беч, Аустрија                          | Хана Ајгел                             | Ингрид Вендл                           | Хана Валтер                            |        |
| 1958              | Братислава, Чехословачка               | Ингрид Вендл                           | Хана Валтер                            | Јоан Ханапел                           |        |
| 1959              | Давос, Швајцарска                      | Хана Валтер                            | Шаукје Дајкстра                        | Јоан Ханапел                           |        |
| 1960              | Гармишпартенкирхен, Западна Немачка    | Шаукје Дајкстра                        | Регине Хајцер                          | Јоан Ханапел                           |        |
| 1961              | Берлин, Источна Немачка                | Шаукје Дајкстра                        | Регине Хајцер                          | Јана Мраскова                          |        |
| 1962              | Женева, Швајцарска                     | Шаукје Дајкстра                        | Регине Хајцер                          | Карин Фронер                           |        |
| 1963              | Будимпешта, Мађарска                   | Шаукје Дајкстра                        | Николе Хаслер                          | Регине Хајцер                          |        |
| 1964              | Гренобл, Француска                     | Шаукје Дајкстра                        | Регине Хајцер                          | Николе Хаслер                          |        |
| 1965              | Москва, Совјетски Савез                | Регине Хајцер                          | Сали-Ен Стејплфорд                     | Николе Хаслер                          |        |
| 1966              | Братислава, Чехословачка               | Регине Хајцер                          | Габријела Сајферт                      | Николе Хаслер                          |        |
| 1967              | Љубљана, Југославија                   | Габријела Сајферт                      | Хана Машкова                           | Жужа Алмаши                            |        |
| 1968              | Вестерос, Шведска                      | Хана Машкова                           | Габријела Сајферт                      | Беатрикс Шуба                          |        |
| 1969              | Гармишпартенкирхен, Западна Немачка    | Габријела Сајферт                      | Хана Машкова                           | Беатрикс Шуба                          |        |
| 1970              | Лењинград, Совјетски Савез             | Габријела Сајферт                      | Беатрикс Шуба                          | Жужа Алмаши                            |        |
| 1971              | Цирих, Швајцарска                      | Беатрикс Шуба                          | Жужа Алмаши                            | Рита Трапанезе                         |        |
| 1972              | Гетеборг, Шведска                      | Беатрикс Шуба                          | Рита Трапанезе                         | Соња Моргенштерн                       |        |
| 1973              | Келн, Западна Немачка                  | Кристине Ерат                          | Џин Скот                               | Карин Итен                             |        |
| 1974              | Загреб, Југославија                    | Кристине Ерат                          | Дијане де Леув                         | Лијана Драхова                         |        |
| 1975              | Копенхаген, Данска                     | Кристине Ерат                          | Дијане де Леув                         | Анет Печ                               |        |
| 1976              | Женева, Швајцарска                     | Дијане де Леув                         | Анет Печ                               | Кристине Ерат                          |        |
| 1977              | Хелсинки, Финска                       | Анет Печ                               | Дагмар Лурц                            | Сузана Дријано                         |        |
| 1978              | Стразбур, Француска                    | Анет Печ                               | Дагмар Лурц                            | Елена Водорезова                       |        |
| 1979              | Загреб, Југославија                    | Анет Печ                               | Дагмар Лурц                            | Дениз Бјелман                          |        |
| 1980              | Гетеборг, Шведска                      | Анет Печ                               | Дагмар Лурц                            | Сузана Дријано                         |        |
| 1981              | Инзбрук, Аустрија                      | Дениз Бјелман                          | Сандра Дубравчић                       | Клаудија Кристофич-Биндер              |        |
| 1982              | Лион, Француска                        | Клаудија Кристофич-Биндер              | Катарина Вит                           | Елена Водорезова                       |        |
| 1983              | Дортмунд, Западна Немачка              | Катарина Вит                           | Елена Водорезова                       | Клаудија Лајстнер                      |        |
| 1984              | Будимпешта, Мађарска                   | Катарина Вит                           | Мануела Рубен                          | Ана Кондрашова                         |        |
| 1985              | Гетеборг, Шведска                      | Катарина Вит                           | Кира Иванова                           | Клаудија Лајстнер                      |        |
| 1986              | Копенхаген, Данска                     | Катарина Вит                           | Кира Иванова                           | Ана Кондрашова                         |        |
| 1987              | Сарајево, Југославија                  | Катарина Вит                           | Кира Иванова                           | Ана Кондрашова                         |        |
| 1988              | Праг, Чехословачка                     | Катарина Вит                           | Кира Иванова                           | Ана Кондрашова                         |        |
| 1989              | Бирмингем, Велика Британија            | Клаудија Лајстнер                      | Наталија Лебедева                      | Патриција Неске                        |        |
| 1990              | Лењинград, Совјетски Савез             | Евелин Гросман                         | Наталија Лебедева                      | Марина Килман                          |        |
| 1991              | Софија, Бугарска                       | Сирја Бонали                           | Евелин гросман                         | марина Килман                          |        |
| 1992              | Лозана, Швајцарска                     | Сирја Бонали                           | Марина Килман                          | Патриција Неске                        |        |
| 1993              | Хелсинки, Финска                       | Сирја Бонали                           | Оксана Бајул                           | Марина Килман                          |        |
| 1994              | Копенхаген, Данска                     | Сирја Бонали                           | Оксана Бајул                           | Олга Маркова                           |        |
| 1995              | Дортмунд, Немачка                      | Сирја Бонали                           | Олга Маркова                           | Елена Лијашенко                        |        |
| 1996              | Софија, Бугарска                       | Ирина Слуцкаја                         | Сирја Бонали                           | Марија Бутурскаја                      |        |
| 1997              | Париз, Француска                       | Ирина Слуцкаја                         | Кристина Чако                          | Јулија Лавренчук                       |        |
| 1998              | Милано, Италија                        | Марија Бутурскаја                      | Ирина Слуцкаја                         | Тања Шевченко                          |        |
| 1999              | Праг, Чешка                            | Марија Бутурскаја                      | Јулија Солдатова                       | Викторија Волчкова                     |        |
| 2000              | Беч, Аустрија                          | Ирина Слуцкаја                         | Марија Бутурскаја                      | Викторија Волчкова                     |        |
| 2001              | Братислава, Словачка                   | Ирина Слуцкаја                         | Марија Бутурскаја                      | Викторија Волчкова                     | [ 1 ]  |
| 2002              | Лозана, Швајцарска                     | Марија Бутурскаја                      | Ирина Слуцкаја                         | Викторија Волчкова                     | [ 2 ]  |
| 2003              | Малме, Шведска                         | Ирина Слуцкаја                         | Елена Соколова                         | Јулија Себестјен                       | [ 3 ]  |
| 2004              | Будимпешта, Мађарска                   | Јулија Себестјен                       | Елена Лијашенко                        | Елена Соколова                         | [ 4 ]  |
| 2005              | Торино, Италија                        | Ирина Слуцкаја                         | Сузана Пјоукијо                        | Елена Лијашенко                        | [ 5 ]  |
| 2006              | Лион, Француска                        | Ирина Слуцкаја                         | Елена Соколова                         | Каролина Костнер                       | [ 6 ]  |
| 2007              | Варшава, Пољска                        | Каролина Костнер                       | Сара Мајер                             | Кијра Корпи                            | [ 7 ]  |
| 2008              | Загреб, Хрватска                       | Каролина Костнер                       | Сара Мајер                             | Лаура Леписто                          | [ 8 ]  |
| 2009              | Хелсинки, Финска                       | Лаура Леписто                          | Каролина Костнер                       | Сузана Пјоукијо                        | [ 9 ]  |
| 2010              | Талин, Естонија                        | Каролина Костнер                       | Лаура Леписто                          | Елене Гедеванишвили                    | [ 10 ] |
| 2011              | Берн, Швајцарска                       | Сара Мајер                             | Каролина Костнер                       | Кијра Корпи                            | [ 11 ] |
| 2012              | Шефилд, Уједињено Краљевство           | Каролина Костнер                       | Кијра Корпи                            | Елене Гедеванишвили                    | [ 12 ] |
| 2013              | Загреб, Хрватска                       | Каролина Костнер                       | Аделина Сотникова                      | Јелизавета Туктамишева                 | [ 13 ] |
| 2014              | Будимпешта, Мађарска                   | Јулија Липницкаја                      | Аделина Сотникова                      | Каролина Костнер                       | [ 14 ] |
| 2015              | Стокхолм, Шведска                      | Јелизавета Туктамишева                 | Елена Радионова                        | Ана Погорилаја                         | [ 15 ] |
| 2016              | Братислава, Словачка                   | Јевгенија Медведева                    | Елена Радионова                        | Ана Погорилаја                         | [ 16 ] |
| 2017              | Острава, Чешка                         | Јевгенија Медведева                    | Ана Погорилаја                         | Каролина Костнер                       | [ 17 ] |
| 2018              | Москва, Русија                         |                                        |                                        |                                        |        |
| 2019              | Минск, Белорусија                      |                                        |                                        |                                        |        |

### Спортски парови
| Спортски парови | Спортски парови                        | Спортски парови                        | Спортски парови                        | Спортски парови                            |        |
| --------------- | -------------------------------------- | -------------------------------------- | -------------------------------------- | ------------------------------------------ | ------ |
| Година          | Локација                               | Злато                                  | Сребро                                 | Бронза                                     |        |
| 1930            | Беч, Аустрија                          | Олга Оргониста / Шандор Салај          | Емилија Ротер / Ласло Солаш            | Гизела Хохалтингер / Ото Прајсекер         |        |
| 1931            | Санкт Мориц, Швајцарска                | Олга Оргониста / Шандор Салај          | Емилија Ротер / Ласло Солаш            | Лили Гејлард / Вили Петер                  |        |
| 1932            | Париз, Француска                       | Андре Брине / Пјер Брине               | Лили Гејлард / Вили Петер              | Иди Папез / Карл Цвак                      |        |
| 1933            | Лондон, Велика Британија               | Иди Папез / Карл Цвак                  | Лили Гејлард / Вили Петер              | Мили Филипс / Родни Мердок                 |        |
| 1934            | Праг, Чехословачка                     | Емили Ротер / Ласло Солаш              | Иди Папез / Карл Цвак                  | Зофја Билоровна / Тадеуш Ковалски          |        |
| 1935            | Санкт Мориц, Швајцарска                | Макси Хербер / Ернст Бајер             | Иди Папез / Карл Цвак                  | Луси Гало / Режо Дилингер                  |        |
| 1936            | Берлин, Немачка                        | Макси Хербер / Ернст Бајер             | Вајолет Клифт / Лезли Клиф             | Пирошка Секрењеши / Атила Секрењеши        |        |
| 1937            | Праг, Чехословачка                     | Макси Хербер / Ернст Бајер             | Илзе Паузин / Ерих Паузин              | Пирошка Секрењеши / Attila Атила Секрењеши |        |
| 1938            | Санкт Мориц, Швајцарска                | Макси Хербер / Ернст Бајер             | Илзе Паузин / Ерих Паузин              | Инге Кох / Гинтер Ноак                     |        |
| 1939            | Лондон, Велика Британија               | Максди Хербер / Ернст Бајер            | Илзе Паузин / Ерих Паузин              | Инге Кох / Гинтер Ноак                     |        |
| 1940-1946       | Није одржано због Другог светског рата | Није одржано због Другог светског рата | Није одржано због Другог светског рата | Није одржано због Другог светског рата     |        |
| 1947            | Давос, Швајцарска                      | Мишлен Ланоа / Пјер Боњије             | Винифред Силверторн / Денис Силверторн | Сузан Дискев / Едмонд Фербустел            |        |
| 1948            | Праг, Чехословачка                     | Андреа Кекеши / Еде Кираљ              | Блажена Книтлова / Карел Восатка       | Херта Раценхофер / Емил Раценхгофер        |        |
| 1949            | Милано, Италија                        | Андреа Кекеши / Еде Кираљ              | Маријана Нађ / Ласло Нађ               | Херта Раценхофер / Емил Раценхофер         |        |
| 1950            | Осло, Норвешка                         | Маријана Нађ / Ласло Нађ               | Елијана Штајнеман / Андре Калам        | Џенифер Никс / Џон Никс                    |        |
| 1951            | Цирих, Швајцарска                      | Рија Баран / Паул Фалк                 | Елијана Штајнеман / Андре Калам        | Џенифер Никс / Џон Никс                    |        |
| 1952            | Беч, Аустрија                          | Рија Баран / Паул Фалк                 | Џенифер Никс / Џон Никс                | Маријана Нађ / Ласло Нађ                   |        |
| 1953            | Дортмунд, Западна Немачка              | Џенифер Никс / Џон Никс                | Маријана Нађ / Ласло Нађ               | Елизабет Шварц / Курт Опелт                |        |
| 1954            | Боцен, Италија                         | Силвија Гранжан / Мишел Гранжан        | Елизабет Шварц / Курт Опелт            | Соња Балунова / Мирослав Балун             |        |
| 1955            | Будимпешта, Мађарска                   | Маријана Нађ / Ласло Нађ               | Ведра Суханкова / Здењек Долежал       | Марика Килијус / Франц Нингел              |        |
| 1956            | Париз, Француска                       | Елизабет Шварц / Курт Опелт            | Маријана Нађ / Ласло Нађ               | Марика Килијус / Франц Нингел              |        |
| 1957            | Беч, Аустрија                          | Вера Суханкова / Здењек Долежал        | Маријана Нађ / Ласло Нађ               | Марика Килијус / Франц Нингел              |        |
| 1958            | Братислава, Чехословачка               | Вера Суханкова / Здењек Долежал        | Нина Жук / Станислав Жук               | Џојск Коутс / Ентони Холс                  |        |
| 1959            | Давос, Швајцарска                      | Марика Килијус / Ханс Јирген Баумлер   | Нина Жук / Станислав Жук               | Џојс Коутс / Ентони Холс                   |        |
| 1960            | Гармишпартенкирхен, Западна Немачка    | Марика Килијус / Ханс Јирген Баумлер   | Нина Жук / Станислав Жук               | Маргрет Гобл / Франц Нингел                |        |
| 1961            | Берлин, Источна Немачка                | Марика Килијус / Ханс Јирген Баумлер   | Маргрет Гобл / Франц Нингел            | Маргрит Зенф / Петер Гобел                 |        |
| 1962            | Женева, Швајцарска                     | Марика Килијус / Ханс Јирген Баумлер   | Људмила Белоусова / Олег Протопопов    | Маргрет Гобл / Франц Нингел                |        |
| 1963            | Будимпешта, Мађарска                   | Марика Килијус / Ханс Јирген Баумлер   | Људмила Белоусова / Олег Протопопов    | Татјана Жук / Александар Гаврилов          |        |
| 1964            | Гренобл, Француска                     | Марика Килијус / Ханс Јирген Баумлер   | Људмила Белоусова / Олег Протопопов    | Татјана Жук / Александар Гаврилов          |        |
| 1965            | Москва, Совјетски Савез                | Људмила Белоусова / Олег Протопопов    | Герда Јонер / Руди Јонер               | Татјана Жук / Александар Горелик           |        |
| 1966            | Братислава, Чехословачка               | Људмила Белоусова / Олег Протопопов    | Татјана Жук / Александар Горелик       | Маргот Глоксшубер / Волфганг Дане          |        |
| 1967            | Љубљана, Југославија                   | Људмила Белоусова / Олег Протопопов    | Маргот Глокшубер / Волфганг Дане       | Хајдемари Штајнер / Хајнц Улрих Валтер     |        |
| 1968            | Вестерос, Шведска                      | Људмила Белоусова / Олег Протопопов    | Тамара Москвина / Алексеј Мишин        | Хајдемари Штајнер / Хајнц Улрих Валтер     |        |
| 1969            | Гармишпартенкирхен, Западна Немачка    | Ирина Родњина / Алексеј Уљанов         | Људмила Белоусова / Олег Протопопов    | Тамара Москвина / Алексеј Мишин            |        |
| 1970            | Лењинград, Совјетски Савез             | Ирина Родњина / Алексеј Уљанов         | Људмила Смирнова / Андреј Сурајкин     | Хајдемари Штајнер / Хајнц Улрих Валтер     |        |
| 1971            | Цирих, Швајцарска                      | Ирина Родњина / Алексеј Уљанов         | Људмила Смирнова / Андреј Сурајкин     | Галина Карељина / Георгиј Проскурин        |        |
| 1972            | Гетеборг, Шведска                      | Ирина Родњина / Алексеј Уљанов         | Људмила Смирнова / Андреј Сурајкин     | Мануела Грос / Уве Кагелман                |        |
| 1973            | Келн, Западна Немачка                  | Ирина Родњина / Александар Зајцев      | Људмила Смирнова / Алексеј Уљанов      | Алмут Леман / Херберт Вајзингер            |        |
| 1974            | Загреб, Југославија                    | Ирина Родњина / Александар Зајцев      | Роми Кермер / Ролф Естерајх            | Људмила Смирнова / Алексеј Уљанов          |        |
| 1975            | Копенхаген, Данска                     | Ирина Родњина / Александар Зајцев      | Роми Кермер / Ролф Естерајх            | Мануела Грос / Уве Кагелман                |        |
| 1976            | Женева, Швајцарска                     | Ирина Родњина / Александар Зајцев      | Роми Кермер / Ролф Етсерајх            | ирина Воробјева / Александар Власов        |        |
| 1977            | Хелсинки, Финска                       | Ирина Родњина / Александар Зајцев      | Ирина Воробјева / Александар Власов    | Марина Черкасова / Сергеј Шахрај           |        |
| 1978            | Стразбур, Француска                    | Ирина Родњина / Александар Зајцев      | Марина Черкасова / Сергеј Шахрај       | Мануела Магер / Уве Беверсдорф             |        |
| 1979            | Загреб, Југославија                    | Марина Черкасова / Сергеј Шахрај       | Ирина Воробјева / Игор Лисовски        | Сабина Баес / Тасило Тирбах                |        |
| 1980            | Гетеборг, Шведска                      | Ирина Родњина / Александар Зајцев      | Марина Черкасова / Сергеј Шахрај       | марина Пестова / Станислав Леонович        |        |
| 1981            | Инзбрук, Аустрија                      | Ирина Воробјева / Игор Лисовски        | Кристина Ригел / Андреас Нишвиц        | Марина Черкасова / Сергеј Шахрај           |        |
| 1982            | Лион, Француска                        | Сабина Баес / Тасило Тирбах            | марина Пестова / Станислав Леонович    | Ирина Воробјева / Игор Лисовски            |        |
| 1983            | Дортмунд, Западна Немачка              | Сабина Баес / Тасило Тирбах            | Јелена Валова / Олег Васиљев           | Биргит Лоренц / Кнут Шуберт                |        |
| 1984            | Будимпешта, Мађарска                   | Јелена Валова / Олег Васиљев           | Сабина Баес / Тасило Тирбах            | Биргит Лоренц / Кнут Шуберт                |        |
| 1985            | Гетеборг, Шведска                      | Јелена Валова / Олег Васиљев           | Лариса Селезњева / Олег Макаров        | Вероника Першина / Марат Акбаров           |        |
| 1986            | Копенхаген, Данска                     | Јелена Валова / Олег Васиљев           | Јекатерина Гордјејева / Сергеј Гринков | Јелена Бечке / Валериј Корњенко            |        |
| 1987            | Сарајево, Југославија                  | Лариса Селезњева / Олег Макаров        | Јелена Валова / Олег Васиљев           | Катрин Каниц / Тобијас Шретер              |        |
| 1988            | Праг, Чехословачка                     | Јекатерина Гордјејева / Сергеј Гринков | Лариса Селезњева / Олег Макаров        | Пеги Шварц / Александар Кениг              |        |
| 1989            | Бирмингем, Велика Британија            | Лариса Селезњева / Олег Макаров        | Манди Вецел / Аксел Раушенбах          | Наталија Мишкутенок / Артур Дмитријев      |        |
| 1990            | Лењинград, Совјетски Савез             | Јекатерина Гордјејева / Сергеј Гринков | Лариса Селезњева / Олег Макаров        | Наталија Мишкутенок / Артур Дмитријев      |        |
| 1991            | Софија, Бугарска                       | Наталија Мишкутенок / Артур Дмитријев  | Јелена Бечке / Денис Петров            | Јевгенија Шишкова / Вадим Наумов           |        |
| 1992            | Лозана, Швајцарска                     | Наталија Мишкутенок / Артур Дмитријев  | Јелена Бечке / Денис Петров            | Јевгенија Шишкова / Вадим Наумов           |        |
| 1993            | Хелсинки, Финска                       | Марина Јељцова / Андреј Бушков         | Манди Вецел / Инго Штојер              | Јевгенија Шишкова / Вадим Наумов           |        |
| 1994            | Копенхаген, Данска                     | Јекатерина Гордјејева / Сергеј Гринков | Јевгенија Шишкова / Вадим Наумов       | Наталија Мишкутенок / Артур Дмитријев      |        |
| 1995            | Дортмунд, Немачка                      | Манди Вецел / Инго Штојер              | Ратка Коваржикова / Рене Новотни       | Јевгенија Шишкова / Вадим Наумов           |        |
| 1996            | Софија, Бугарска                       | Оксана Казакова / Артур Дмитријев      | Манди Вецел / Инго Штојер              | Сара Абитбол / Стефан Бернадис             |        |
| 1997            | Париз, Француска                       | Марија Јељцова / Андреј Бушков         | Манди Вецел / Инго Штојер              | Јелена Бережнаја / Антон Сихарулидзе       |        |
| 1998            | Милано, Италија                        | Јелена Бережнаја / Антон Сихарулидзе   | Оксана Казакова / Артур Дмитријев      | Сара Абитбол / Стефан Бернадис             |        |
| 1999            | Праг, Чешка                            | Марија Петрова / Алексеј Тихонов       | Дорота Загорска / Маријуш Сјудек       | Сара Абитбол / Стефан Бернадис             |        |
| 2000            | Беч, Аустрија                          | Марија Петрова / Алексеј Тихонов       | Дорота Загорска / Маријуш Сјудек       | Сара Абитбол / Стефан Бернадис             |        |
| 2001            | Братислава, Словачка                   | Јелена Бережнаја / Антон Сихарулидзе   | Татјана Тотмјанина / Максим Маринин    | Сара Абитбол / Стефан Бернадис             | [ 1 ]  |
| 2002            | Лозана, Швајцарска                     | Татјана Тотмјанина / Максим Маринин    | Сара Абитбол / Стефан Бернадис         | Марија Петрова / Алексеј Тихонов           | [ 2 ]  |
| 2003            | Малме, Шведска                         | Татјана Тотмјанина / Максим Маринин    | Сара Абитбол / Стефан Бернадис         | Марија Петрова / Алексеј Тихонов           | [ 3 ]  |
| 2004            | Будимпешта, Мађарска                   | Татјана Тотмјанина / Максим Маринин    | Марија Петрова / Алексеј Тихонов       | Дорота Загорска / Маријуш Сјудек           | [ 4 ]  |
| 2005            | Торино, Италија                        | Татјана Тотмјанина / Максим Маринин    | Јулија Обертас / Сергеј Славнов        | Марија Петрова / Алексеј Тихонов           | [ 5 ]  |
| 2006            | Лион, Француска                        | Татјана Тотмјанина / Максим Маринин    | Аљона Савченко / Робин Солкови         | Марија Петрова / Алексеј Тихонов           | [ 6 ]  |
| 2007            | Варшава, Пољска                        | Аљона Савченко / Робин Солкови         | Марија Петрова / Алексеј Тихонов       | Дорота Сјудек / Маријуш Сјудек             | [ 7 ]  |
| 2008            | Загреб, Хрватска                       | Аљона Савченко / Робин Солкови         | Марија Мухортова / Максим Транков      | Јуко Кавагути / Александар Смирнов         | [ 8 ]  |
| 2009            | Хелсинки, Финска                       | Аљона Савченко / Робин Солкови         | Јуко Кавагути / Александар Смирнов     | Марија Мухортова / Максим Транков          | [ 9 ]  |
| 2010            | Талин, Естонија                        | Јуко Кавагути / Александар Смирнов     | Аљона Савченко / Робин Солкови         | Марија Мухортова / Максим Транков          | [ 10 ] |
| 2011            | Берн, Швајцарска                       | Аљона Савченко / Робин Солкови         | Јуко Кавагути / Александар Смирнов     | Вера Базарова / Јури Ларионов              | [ 11 ] |
| 2012            | Шефилд, Уједињено Краљевство           | Татјана Волосозар / Максим Транков     | Вера Базарова / Јури Ларионов          | Ксенија Столбова / Федор Климов            | [ 12 ] |
| 2013            | Загреб, Хрватска                       | Татјана Волосозар / Максим Транков     | Аљона Савченко / Робин Солкови         | Стефанија Бертон / Ондреј Хотарек          | [ 13 ] |
| 2014            | Будимпешта, Мађарска                   | Татјана Волосозар / Максим Транков     | Ксенија Столбова / Федор Климов        | Вера Базарова / Јури Ларионов              | [ 14 ] |
| 2015            | Стокхолм, Шведска                      | Јуко Кавагути / Александар Смирнов     | Ксенија Столбова / Федор Климов        | Евгенија Тарасова / Владимир Морозов       | [ 15 ] |
| 2016            | Братислава, Словачка                   | Татјана Волосозар / Максим Транков     | Аљона Савченко / Бруно Масот           | Евгенија Тарасова / Владимир Морозов       | [ 16 ] |
| 2017            | Острава, Чешка                         | Евгенија Тарасова / Владимир Морозов   | Аљона Савченко / Бруно Масот           | Ванеса Џејмс / Морган Сипре                | [ 17 ] |
| 2018            | Москва, Русија                         |                                        |                                        |                                            |        |
| 2019            | Минск, Белорусија                      |                                        |                                        |                                            |        |

### Плесни парови
| Плесни парови | Плесни парови                        | Плесни парови                         | Плесни парови                         | Плесни парови                         |        |
| ------------- | ------------------------------------ | ------------------------------------- | ------------------------------------- | ------------------------------------- | ------ |
| Година        | Локација                             | Злато                                 | Сребро                                | Бронза                                |        |
| 1954          | Боцен, Италија                       | Џин Вествуд / Лоренц Деми             | Неста Дејвис / Пол Томас              | Барбара Радфорд / Рејмонд Локвуд      |        |
| 1955          | Будимпешта, Мађарска                 | Џин Вествуд / Лоренц Деми             | Памела Рајт / Пол Томас               | Барбара Радфорд / Рејмонд Локвуд      |        |
| 1956          | Париз, Француска                     | Памела Рајт / Пол Томас               | Џун Маркхам / Кортни Џонс             | Барбара Томпсон / Џерард Ригби        |        |
| 1957          | Беч, Аустрија                        | Џун Маркхам / Кортни Џонс             | Барбара Томпсон / Џерард Ригби        | Катарина Морис / Мајкл Робинсон       |        |
| 1958          | Братислава, Чехословачка             | Џун Маркхам / Кортни Џонс             | Катарина Морис / Мајкл Робинсон       | Барбара Томпсон / Џерард Ригби        |        |
| 1959          | Davos, Швајцарска                    | Дорин Дени / Кортни Џонс              | Катарина Морис / Мајкл Робинсон       | Кристијана Гуел / Жан Пол Гуел        |        |
| 1960          | Гармиш-Партенкирхен, Западна Немачка | Дорин Дени / Кортни Џонс              | Кристијана Гуел / Жан Пол Гуел        | Мери Пари / Рој Мејсон                |        |
| 1961          | Берлин, Источна Немачка              | Дорин Дени / Кортни Џонс              | Кристијана Гуел / Жан Пол Гуел        | Линда Шерман / Мајкл Филипс           |        |
| 1962          | Женева, Швајцарска                   | Кристијана Гуел / Жан Пол Гуел        | Линда Шерман / Мајкл Филипс           | Ева Романова / Павел Роман            |        |
| 1963          | Будимпешта, Мађарска                 | Линда Шерман / Мајкл Филипс           | Ева Романова / Павел Роман            | Џенет Собриџ / Дејвид Хикинботом      |        |
| 1964          | Гренобл, Француска                   | Ева Романова / Павел Роман            | Џенет Собриџ / Дејвид Хикинботом      | Ивон Судик / Роџер Кенерсон           |        |
| 1965          | Москва, Совјетски Савез              | Ева Романова / Павел Роман            | Џенет Собриџ / Дејвид Хикинботом      | Ивон Судик / Роџер Кенерсон           |        |
| 1966          | Братислава, Чехословачка             | Дајана Товлер / Бернард Форд          | Ивон Судик / Роџер Кенерсон           | Џитка Бабицка / Јаромир Холан         |        |
| 1967          | Љубљана, Југославија                 | Дајана Товлер / Бернард Форд          | Ивон Судик / Малком Канон             | Брижит Мартин / Францис Гамишон       |        |
| 1968          | Вестерос, Шведска                    | Дајана Товлер / Бернард Форд          | Ивон Судик / Малком Канон             | Џенет Собриџ / Џон Лејн               |        |
| 1969          | Гармиш-Партенкирхен, Западна Немачка | Дајана Товлер / Бернард Форд          | Џенет Собриџ / Џон Лејн               | Људмила Пахомова / Александар Горшков |        |
| 1970          | Лењинград, Совјетски Савез           | Људмила Пахомова / Александар Горшков | Анђелика Бак / Ерик Бак               | Татјана Воитиук / Вишеслав Жигалин    |        |
| 1971          | Цирих, Швајцарска                    | Људмила Пахомова / Александар Горшков | Анђелика Бак / Ерик Бак               | Сузан Гети / Рој Бредшо               |        |
| 1972          | Гетеборг, Шведска                    | Анђелика Бак / Ерик Бак               | Људмила Пахомова / Александар Горшков | Џенет Собриџ / Питер Далби            |        |
| 1973          | Келн, Западна Немачка                | Људмила Пахомова / Александар Горшков | Анђелика Бак / Ерик Бак               | Хилари Грин / Глен Вотс               |        |
| 1974          | Загреб, Југославија                  | Људмила Пахомова / Александар Горшков | Хилари Грин / Глен Вотс               | Наталија Линичук / Генади Карпоносов  |        |
| 1975          | Копенхаген, Данска                   | Људмила Пахомова / Александар Горшков | Хилари Грин / Глен Вотс               | Наталија Линичук / Генадиј Карпоносов |        |
| 1976          | Женева, Швајцарска                   | Људмила Пахомова / Александар Горшков | Ирина Моисејева / Андреј Мињенков     | Наталија Линичук / Генадиј Карпоносов |        |
| 1977          | Хелсинки, Финска                     | Ирина Моисејева / Андреј Мињенков     | Кристина Регеци / Андраш Шалај        | Наталија Линичук / Генадиј Карпоносов |        |
| 1978          | Стразбур, Француска                  | Ирина Моисејева / Андреј Мињенков     | Наталија Линичук / Генадиј Карпоносов | Кристина Регеци / Андраш Шалај        |        |
| 1979          | Загреб, Југославија                  | Наталија Линичук / Генадиј Карпоносов | Ирина Моисејева / Андреј Мињенков     | Кристина Регеци / Андраш Шалај        |        |
| 1980          | Гетеборг, Шведска                    | Наталија Линичук / Генадиј Карпоносов | Кристина Регеци / Андраш Шалај        | Ирина Моисејева / Андреј Мињенков     |        |
| 1981          | Инзбрук, Аустрија                    | Џејн Торвил / Кристофер Дин           | Ирина Моисева / Андреј Мињенков       | Наталија Линичук / Генади Карпоносов  |        |
| 1982          | Лион, Француска                      | Џејн Торвил / Кристофер Дин           | Наталија Бестемјанова / Андреј Букин  | Ирина Моисејева / Андреј Мињенков     |        |
| 1983          | Дортмунд, Западна Немачка            | Наталија Бестемјанова / Андреј Букин  | Олга Воложинскаја / Александар Свинин | Карен Барбер / Николас Слатер         |        |
| 1984          | Будимпешта, Мађарска                 | Џејн Торвил / Кристофер Дин           | Наталија Бестемјанова / Андреј Букин  | Марина Климова / Сергеј Пономаренко   |        |
| 1985          | Гетеборг, Шведска                    | Наталија Бестемјанова / Андреј Букин  | Марина Климова / Сергеј Пономаренко   | Петра Борн / Раинер Шонборн           |        |
| 1986          | Копенхаген, Данска                   | Наталија Бестемјанова / Андреј Букин  | Марина Климова / Сергеј Пономаренко   | Наталија Анеко / Генрик Сретенски     |        |
| 1987          | Сарајево, Југославија                | Наталија Бестемјанова / Андреј Букин  | Марина Климова / Сергеј Пономаренко   | Наталија Анеко / Генрик Сретенски     |        |
| 1988          | Праг, Чехословачка                   | Наталија Бестемјанова / Андреј Букин  | Наталија Анеко / Генрик Сретенски     | Изабел Дишесне / Пол Дишесне          |        |
| 1989          | Бирмингем, Велика Британија          | Марина Климова / Сергеј Пономаренко   | Маја Усова / Александар Жулин         | Наталија Анеко / Генрик Сретенски     |        |
| 1990          | Лењинград, Совјетски Савез           | Марина Климова / Сергеј Пономаренко   | Маја Усова / Александар Жулин         | Изабел Дишесне / Пол Дишесне          |        |
| 1991          | Софија, Бугарска                     | Марина Климова / Сергеј Пономаренко   | Изабел Дишесне / Пол Дишесне          | Маја Усова / Александар Жулин         |        |
| 1992          | Лозана, Швајцарска                   | Марина Климова / Сергеј Пономаренко   | Маја Усова / Александар Жулин         | Оксана Гришук / Евгени Платов         |        |
| 1993          | Хелсинки, Финска                     | Маја Усова / Александар Жулин         | Оксана Гришук / Евгени Платов         | Сузана Рахкамо / Петри Коко           |        |
| 1994          | Копенхаген, Данска                   | Џејн Торвил / Кристофер Дин           | Оксана Гришук / Евгени Платов         | Маја Усова / Александар Жулин         |        |
| 1995          | Дортмунд, Немачка                    | Сузана Рахкамо / Петри Коко           | Софи Мониоте / Паскал Лаванчи         | Анжелика Крилова / Олег Овсјаников    |        |
| 1996          | Софија, Бугарска                     | Оксана Гришук / Евгени Платов         | Анжелика Крилова / Олег Овсјаников    | Ирина Романова / Игор Јарошенко       |        |
| 1997          | Париз, Француска                     | Оксана Гришук / Евгени Платов         | Анжелика Крилова / Олег Овсјаников    | Софи Мониоте / Паскал Лаванчи         |        |
| 1998          | Милано, Италија                      | Оксана Гришук / Евгени Платов         | Анжелика Крилова / Олег Овсјаников    | Марина Анисина / Гвендал Пезера       |        |
| 1999          | Праг, Чешка                          | Анжелика Крилова / Олег Овсјаников    | Марина Анисина / Гвендал Пезера       | Ирина Лобачева / Иља Авербух          |        |
| 2000          | Беч, Аустрија                        | Марина Анисина / Гвендал Пезера       | Барбара Фусар-Поли / Маурицио Маргаљо | Маргарита Дробиацко / Повилас Ванагас |        |
| 2001          | Братислава, Словачка                 | Барбара Фусар-Поли / Маурицио Маргаљо | Марина Анисина / Гвендал Пезера       | Ирина Лобачева / Иља Авербух          | [ 1 ]  |
| 2002          | Лозана, Швајцарска                   | Марина Анисина / Гвендал Пезера       | Барбара Фусар-Поли / Маурицио Маргаљо | Ирина Лобачева / Иља Авербух          | [ 2 ]  |
| 2003          | Малме, Шведска                       | Ирина Лобачева / Иља Авербух          | Албена Денкова / Максим Стависки      | Татјана Навка / Роман Костомаров      | [ 3 ]  |
| 2004          | Будимпешта, Мађарска                 | Татјана Навка / Роман Костомаров      | Албена Денкова / Максим Стависки      | Елена Грушина / Руслан Гончаров       | [ 4 ]  |
| 2005          | Торино, Италија                      | Татјана Навка / Роман Костомаров      | Елена Грушина / Руслан Гончаров       | Изабел Делобел / Оливије Шенфелдер    | [ 5 ]  |
| 2006          | Лион, Француска                      | Татјана Навка / Роман Костомаров      | Елена Грушина / Руслан Гончаров       | Маргарита Дробиацко / Повилас Ванагас | [ 6 ]  |
| 2007          | Варшава, Пољска                      | Изабел Делобел / Оливије Шенфелдер    | Оксана Домнина / Максим Шабалин       | Албена Денкова / Максим Стависки      | [ 7 ]  |
| 2008          | Загреб, Хрватска                     | Оксана Домнина / Максим Шабалин       | Изабел Делобел / Оливије Шенфелдер    | Јана Коклова / Сергеј Новицки         | [ 8 ]  |
| 2009          | Хелсинки, Финска                     | Јана Коклова / Сергеј Новицки         | Фредерика Фајела / Масимо Скали       | Шинејд Кер / Џон Кер                  | [ 9 ]  |
| 2010          | Талин, Естонија                      | Оксана Домнина / Максим Шабалин       | Фредерика Фајела / Масимо Скали       | Јана Коклова / Сергеј Новицки         | [ 10 ] |
| 2011          | Берн, Швајцарска                     | Наталија Печалат / Фабијан Борзо      | Јекатерина Боброва / Дмитриј Соловјев | Шинејд Кер / Џон Кер                  | [ 11 ] |
| 2012          | Шефилд, Уједињено Краљевство         | Наталија Печалат / Фабијан Борзо      | Јекатерина Боброва / Дмитриј Соловјев | Јелена Иљиних / Никита Кацалапов      | [ 12 ] |
| 2013          | Загреб, Хрватска                     | Јекатерина Боброва / Дмитриј Соловјев | Јелена Иљиних / Никита Кацалапов      | Ана Капелини / Лука Ланоте            | [ 13 ] |
| 2014          | Будимпешта, Мађарска                 | Ана Капелини / Лука Ланоте            | Јелена Иљиних / Никита Кацалапов      | Пени Комс / Николас Бакленд           | [ 14 ] |
| 2015          | Стокхолм, Шведска                    | Габријела Пападакис / Гијом Цицерон   | Ана Капелини / Лука Ланоте            | Александра Степанова / Иван Букин     | [ 15 ] |
| 2016          | Братислава, Словачка                 | Габријела Пападакис / Гијом Цицерон   | Ана Капелини / Лука Ланоте            | Јекатерина Боброва / Дмитриј Соловјев | [ 16 ] |
| 2017          | Острава, Чешка Братислава, Словачка  | Габријела Пападакис / Гијом Цицерон   | Ана Капелини / Лука Ланоте            | Јекатерина Боброва / Дмитриј Соловјев | [ 17 ] |
| 2018          | Москва, Русија                       |                                       |                                       |                                       |        |
| 2019          | Минск, Белорусија                    |                                       |                                       |                                       |        |

## Укупно освојених медаља по државама

### Мушкарци
| Ранг | Држава           | Злато | Сребро | Бронза | Укупно |
| 1    | Аустрија         | 31    | 17     | 21     | 69     |
| 2    | Француска        | 12    | 16     | 10     | 38     |
| 3    | Русија           | 12    | 15     | 11     | 38     |
| 4    | Шведска          | 11    | 1      | 4      | 16     |
| 5    | Чехословачка     | 10    | 7      | 8      | 25     |
| 6    | СССР             | 8     | 12     | 10     | 30     |
| 7    | Источна Немачка  | 4     | 1      | 3      | 8      |
| 8    | Шпанија          | 5     | 0      | 0      | 5      |
| 9    | Немачка          | 3     | 14     | 15     | 32     |
| 10   | Велика Британија | 3     | 7      | 7      | 17     |
| 11   | Украјина         | 3     | 2      | 3      | 8      |
| 12   | Мађарска         | 2     | 4      | 3      | 9      |
| 13   | Италија          | 2     | 2      | 2      | 6      |
| 14   | Швајцарска       | 1     | 5      | 1      | 7      |
| 15   | Чешка            | 1     | 1      | 2      | 4      |
| 16   | Сједињене Државе | 1     | 0      | 0      | 1      |
| 17   | Норвешка         | 0     | 3      | 3      | 6      |
| 18   | Пољска           | 0     | 1      | 1      | 2      |
| 19   | Израел           | 0     | 1      | 0      | 1      |
| 20   | Белгија          | 0     | 0      | 3      | 3      |
| 21   | Финска           | 0     | 0      | 2      | 2      |

### Жене
| Ранг | Држава           | Злато | Сребро | Бронза | Укупно |
| 1    | Источна Немачка  | 17    | 4      | 3      | 24     |
| 2    | Русија           | 14    | 13     | 10     | 37     |
| 3    | Аустрија         | 12    | 13     | 10     | 35     |
| 4    | Велика Британија | 6     | 11     | 11     | 28     |
| 5    | Холандија        | 6     | 3      | 3      | 12     |
| 6    | Норвешка         | 6     | 0      | 0      | 6      |
| 7    | Француска        | 5     | 4      | 4      | 13     |
| 8    | Италија          | 5     | 3      | 6      | 14     |
| 9    | Немачка          | 2     | 8      | 8      | 18     |
| 10   | Чехословачка     | 2     | 3      | 3      | 8      |
| 11   | Швајцарска       | 2     | 2      | 2      | 6      |
| 12   | Канада           | 2     | 0      | 0      | 2      |
| 13   | Финска           | 1     | 3      | 4      | 8      |
| 14   | Мађарска         | 1     | 2      | 3      | 6      |
| 15   | СССР             | 0     | 7      | 6      | 13     |
| 16   | Украјина         | 0     | 3      | 3      | 6      |
| 17   | Сједињене Државе | 0     | 1      | 1      | 2      |
| 18   | Југославија      | 0     | 1      | 0      | 1      |
| 19   | Грузија          | 0     | 0      | 2      | 2      |
| 19   | Шведска          | 0     | 0      | 2      | 2      |

### Спортски парови
| Ранг | Држава           | Злато | Сребро | Бронза | Укупно |
| 1    | СССР             | 25    | 25     | 16     | 66     |
| 2    | Русија           | 21    | 13     | 17     | 51     |
| 3    | Немачка          | 18    | 12     | 9      | 39     |
| 4    | Мађарска         | 7     | 6      | 4      | 17     |
| 5    | Аустрија         | 2     | 7      | 6      | 15     |
| 6    | Источна Немачка  | 2     | 5      | 12     | 19     |
| 7    | Чехословачка     | 2     | 2      | 1      | 5      |
| 8    | Велика Британија | 1     | 3      | 5      | 9      |
| 9    | Швајцарска       | 1     | 3      | 0      | 4      |
| 10   | Француска        | 1     | 2      | 6      | 9      |
| 11   | Белгија          | 1     | 0      | 1      | 2      |
| 12   | Пољска           | 0     | 2      | 3      | 5      |
| 13   | Чешка            | 0     | 1      | 0      | 1      |
| 14   | Италија          | 0     | 0      | 1      | 1      |

### Плесни парови
| Ранг | Држава           | Злато | Сребро | Бронза | Укупно |
| 1    | СССР             | 18    | 14     | 14     | 46     |
| 2    | Велика Британија | 17    | 15     | 18     | 50     |
| 3    | Русија           | 14    | 11     | 13     | 38     |
| 4    | Француска        | 9     | 7      | 7      | 23     |
| 5    | Италија          | 2     | 7      | 1      | 10     |
| 6    | Чехословачка     | 2     | 1      | 2      | 5      |
| 7    | Немачка          | 1     | 3      | 1      | 5      |
| 8    | Финска           | 1     | 0      | 1      | 2      |
| 9    | Мађарска         | 0     | 2      | 2      | 4      |
| 9    | Украјина         | 0     | 2      | 2      | 4      |
| 11   | Бугарска         | 0     | 2      | 1      | 3      |
| 12   | Литванија        | 0     | 0      | 2      | 2      |

## ТВ пренос
Еуроспорт - Покрива сва такмичења, уживо, са коментарима ван леда и на леду, и са ексклузивним правом интервјуа са свим клизачима после њиховог извођења и пре изласка на подијум.